# اوئوچی یوشیناگا
اوئوچی یوشیناگا (به ژاپنی: 大内 義長 Ōuchi Yoshinaga); ۱ ژانویهٔ ۱۵۳۲ – ۱ مهٔ ۱۵۵۷) سامورایی اهل ژاپن بود. یک جنگجوی اهل کیوشو و برادر ناتنی دایمیوی مسیحی، اوتومو سورین در قرن شانزدهم بود که توسط سوئه هاروکاتا، که به تازگی کنترل خاندان اوئوچی را به دست گرفته بود، دعوت شد تا به عنوان رهبر خاندان اوئوچی خدمت کند در حالی که در واقع سوئه هاروکاتا امور این خاندان را در دست داشت. یوشیناگا برادر کوچکتر اوتومو سورین بود. به دنبال پیروزی موری موتوناری در برابر سوئه هاروکاتا در سال ۱۵۵۵ در ایتسوکوشیما، موقعیت یوشیناگا کاملاً آسیب‌پذیر شد. یوشیناگا در سال ۱۵۵۷ مجبور به خودکشی شد و در نتیجه باعث ضعف و از بین رفتن خاندان اوئوچی شد.